# Гайана на летних Олимпийских играх 1968
Гайана принимала участие в Летних Олимпийских играх 1968 года в Мехико (Мексика) в шестой раз за свою историю, но не завоевала ни одной медали.

## Результаты

### Бокс
| Спортсмен     | Весовая категория | Первый раунд               | Второй раунд               | Четвертьфинал        | Полуфинал            | Финал                |       |
| Спортсмен     | Весовая категория | Соперник Счёт              | Соперник Счёт              | Соперник Счёт        | Соперник Счёт        | Соперник Счёт        | Место |
| ------------- | ----------------- | -------------------------- | -------------------------- | -------------------- | -------------------- | -------------------- | ----- |
| Данарай Сингх | до 54 кг          | Самуэль Мбугуа Кения П 0-5 | Завершил выступления       | Завершил выступления | Завершил выступления | Завершил выступления | 17    |
| Чарльз Амос   | до 71 кг          | BYE                        | Веслав Рудковский Польша П | Завершил выступления | Завершил выступления | Завершил выступления | 9     |

### Велоспорт
Трековые гонки
| Спортсмен | Дисциплина | 1 раунд                                                 | 1 раунд | Утешительный                                          | Утешительный | 2 раунд              | 2 раунд              | Утешительный         | Утешительный         | 1/8 финала           | 1/8 финала           | Утешительный         | Утешительный         | Утешительный финал   | Утешительный финал   | 1/4 финала           | Полуфинал            | Финал                | Место |
| Спортсмен | Дисциплина | Соперники                                               | Место   | Соперники                                             | Место        | Соперники            | Место                | Соперники            | Место                | Соперники            | Место                | Соперники            | Место                | Соперники            | Место                | Соперник             | Соперник             | Соперник             | Место |
| --------- | ---------- | ------------------------------------------------------- | ------- | ----------------------------------------------------- | ------------ | -------------------- | -------------------- | -------------------- | -------------------- | -------------------- | -------------------- | -------------------- | -------------------- | -------------------- | -------------------- | -------------------- | -------------------- | -------------------- | ----- |
| Обри Брюс | спринт     | Иван Кучирек Чехословакия Ян Элсоп Великобритания 11,03 | 3       | Хосе Питтарио Аргентина Роберто Рохас Филиппины 11,41 | 3            | Завершил выступления | Завершил выступления | Завершил выступления | Завершил выступления | Завершил выступления | Завершил выступления | Завершил выступления | Завершил выступления | Завершил выступления | Завершил выступления | Завершил выступления | Завершил выступления | Завершил выступления |       |

| Спортсмен | Дисциплина  | Время   | Место |
| --------- | ----------- | ------- | ----- |
| Обри Брюс | гит, 1000 м | 1:12,73 | 31    |

### Лёгкая атлетика
| Спортсмен     | Дисциплина | Результат | Результат |
| Спортсмен     | Дисциплина | Время     | Место     |
| ------------- | ---------- | --------- | --------- |
| Гарри Проуэлл | марафон    | 2:57:01   | 50        |

### Тяжёлая атлетика
| Спортсмен      | Весовая категория | Жим       | Жим   | Рывок     | Рывок | Толчок    | Толчок | Сумма | Место |
| Спортсмен      | Весовая категория | Результат | Место | Результат | Место | Результат | Место  | Сумма | Место |
| -------------- | ----------------- | --------- | ----- | --------- | ----- | --------- | ------ | ----- | ----- |
| Рудольф Джеймс | до 82,5 кг        | 120,0     | 20    | 127,5     | 12    | 165,0     | 10     | 412,5 | 19    |